# Cardiff-Klasse
Die Cardiff-Klasse (englisch: Cardiff-class), teilweise auch 840er (englisch: 840's), war eine Baureihe von Massengutschiffen.

## Geschichte

### Konzeption und Bau
Die Konzeption des Schiffstyps erfolgte Ende der 1960er Jahre durch die Reederei Sir William Reardon Smith aus Cardiff. In Zusammenarbeit mit der Glasgower Werftengruppe Upper Clyde Shipbuilders – aus der 1972 die Govan Shipbuilders hervorgingen – entwickelte man einen Schiffstyp, der insbesondere für den Einsatz im Handel mit Stahl aus Europa nach Nordamerika und Holz als Rückladung von der amerikanischen Pazifikküste gedacht war. Die Reederei Reardon Smith Line gab die ersten sieben Einheiten des Schiffstyps in Auftrag, weitere vier Bauaufträge kamen von der Reederei Irish Shipping aus Dublin, mit der Reardon Smith ab 1972 den Gemeinschaftsdienst Celtic Bulk Carriers betrieb, um deren Cardiff-Klasse-Schiffe als Flottenpool zu vermarkten. Während die sieben Schiffe, die in den Jahren 1970 bis 1972 an Reardon Smith abgeliefert wurden, nach der Baunummer des ersten Schiffes als 840er-Klasse oder auch kurz als 840er bezeichnet wurden, führte die Bauwerft den Typ nach dem Sitz der erstbestellenden Reederei als Cardiff-Klasse. Letzterer Name bürgerte sich auch als gängigere Bezeichnung für die Baureihe ein. Vier Bauaufträge kamen von einer britisch-norwegischen Reedergemeinschaft, bestehend aus Harrisons (Clyde), Ropner Management und der norwegischen Reederei Fred. Olsens Blandford Shipping Company. Zusammen erwarben diese die nicht mehr operierende britische Mantelgesellschaft Cardigan Shipping Company, in deren Namen Ende 1969 zunächst die zwei Schiffe Norse Pilot und Norse Marshal, später dann noch Norse Trader und Norse Herald in Auftrag gegeben wurden. Deren Bereederung übernahm das Unternehmen Harrisons (Clyde). Die Lyle Shipping Company gab 1970 zwei Einheiten des Schiffstyps in Auftrag, die zu 100 % regierungsfinanziert waren. Die beiden Schiffe wurden durch die zwischenzeitliche Insolvenz der Upper Clyde Shipbuilders erst 1976 abgeliefert. Unter den Aufträgen von nichtbritischen Reedereien waren außer den vier Irish-Shipping-Einheiten zwei Schiffe, die von Det Østasiatiske Kompagni in Kopenhagen geordert wurden und eine Fünferserie, die 1976/77 an die Molave Bulk Carriers Company in Manila abgeliefert wurde.

### Insolvenz und das „Work-in“
Während des Baus der ersten Schiffe der Cardiff-Klasse wurde das Unternehmen 1971 zahlungsunfähig. Die zur Weiterführung des Unternehmens nötigen Kredite von etwa sechs Millionen Pfund wurden von der Tory-Regierung unter Edward Heath verweigert, was in der Folge zu einer besonderen Art des Streiks führte. Anders, als von allen erwartet, einigten sich die Spitzen der beteiligten Gewerkschaften, statt in Form eines Streiks mit einer in der Sprache der Zeit „Work-in“ genannten Protestaktion zu reagieren und die im Bau befindlichen Schiffe zu vollenden. Auf diese Weise hofften die Arbeiter zum einen, den Überlebenswillen der Werften zu illustrieren und den damals, vor dem Hintergrund dauernder Streiks auf den Werften, häufig gemachten Vorwurf, die Werftarbeiter seien arbeitsscheu, zu entkräften. Der „Protest durch Weiterarbeiten“ wurde auf diese Weise von den beiden Vertrauensleuten, Jimmy Reid und Jimmy Airlie, welche beide der Communist Party of Great Britain angehörten, organisiert. Dank der strikten Organisation aller vor Ort eingesetzten Vertrauensleute durch Reid und Airley gelang der Protest ausgesprochen gut. Reid setzte, um einen möglichst guten Eindruck der Werftarbeiter sicherzustellen, auf strikte Einhaltung der Disziplin. Er instruierte die Arbeiter dahingehend, das es „kein Rowdytum, keinen Vandalismus und keine Trinkgelage“ (no hooliganism, no vandalism and no bevvying) während des Protestes geben sollte. Reids Taktik ging auf und die öffentliche Wahrnehmung im Gebiet um Glasgow und darüber hinaus war auf der Seite der teilnehmenden Werftarbeiter. Die Kampagne wurde durch Demonstrationen in Glasgow, bei denen bis zu 80.000 Menschen teilnahmen, unterstützt. Auf einer solchen Demonstration hielt Tony Benn eine Rede vor den Teilnehmern, der Folksänger Matt McGinn und der Komiker Billy Connolly, beide frühere Werftarbeiter, sorgten für den Unterhaltungsteil der Veranstaltung. Im Februar 1972 lenkte die Heath-Regierung schließlich ein und ließ zwei der Werften, Yarrow Shipbuilders und Fairfield Shipbuilders, wieder in Betrieb gehen. Die insolvente Werft John Brown & Company wurde verkauft und diente bis 2001 zum Bau von Ölbohrplattformen. Im weiteren Verlauf blieben zwei große Werften am Upper Clyde in Betrieb, Yarrows und Govan Shipbuilders.

## Einzelheiten
Die Baureihe des Schiffstyps bestand aus insgesamt 31 Einheiten, die in mehreren Baulosen für verschiedene britische und ausländische Reedereien gebaut wurden. Während der Bauzeit von 1969 bis 1981 wurde der Entwurf in Einzelheiten weiterentwickelt, woraus sich vier Entwicklungsstufen, Mark I bis Mark IV, ergaben. Der Grundentwurf war ein als offener Mehrzweck-Schüttgutfrachter ausgelegter Handysize-Bulkcarrier mit achteren Brückenaufbauten, fünf Laderäumen und eigenem Ladegeschirr. Der Laderauminhalt bei Getreideladungen – bei denen auch die Seitenballasttanks als Laderaum genutzt werden konnten – betrug 38.368 Kubikmeter, der Ballenrauminhalt maß 31.729 Kubikmeter. Darüber hinaus konnten weitere 15.676 Kubikmeter Decksladung bei rund sechs Meter Ladehöhe über den Luken gestaut werden. Für den Ladungsumschlag mit Bordmitteln wurden anfangs fünf elektrohydraulische Hägglunds-Kräne mit jeweils 15 Tonnen Hubvermögen verbaut, spätere Bauten erhielten auch leistungsstärkere Kräne mit 25 Tonnen Hubvermögen. Die Einheiten waren auf den Transport verschiedener Massengüter und den Transport von Decksladungen, wie zum Beispiel Holz, ausgelegt. Die Tankdecke der Laderäume war für den Erztransport verstärkt ausgeführt und es konnten bei dieser Ladungsart bestimmte Räume leer gefahren werden. Der Schiffsantrieb bestand aus Sechszylinder-Zweitakt-Dieselmotoren der Burmeister & Wain-K-Serie, die teilweise als Lizenzbauten von J. G. Kincaid & Company aus Greenock und teilweise als Lizenzbauten von Hitachi zugeliefert wurden. Die Aufbauten der ersten Schiffe waren auffällig groß und kastenförmig, während spätere Einheiten teilweise eine um ein Deck erhöhtes Ruderhaus, und wieder andere deutlich kleinere Deckshäuser erhielten. Ein weiteres Unterscheidungsmerkmal waren die glatten Außenwände der Aufbauten der frühen Einheiten gegenüber den in Knickschottbauweise ausgeführten Außenwände der Aufbauten der späteren Einheiten.
Während der überwiegende Teil der Schiffe immer als Massengutfrachter genutzt wurde, war die CHL Innovator seit ihrem Umbau im Jahr 1986 als BiBo-Zuckerfrachter in Fahrt (diese Schiffe laden Zucker als Massengut und füllen die Ladung während der Seereise in Säcke). Eine türkische Reederei ließ zwei Einheiten während der 1990er Jahre in Zementfrachter umbauen.
Drei der Schiffe sanken während ihrer Betriebszeit, wobei in zwei Fällen die komplette Besatzung ums Leben kam. Eine weitere Einheit des Typs wurde durch einen Brand zum Totalverlust.

## Die Schiffe
| Cardiff-Klasse / 840er       | Cardiff-Klasse / 840er                    | Cardiff-Klasse / 840er | Cardiff-Klasse / 840er | Cardiff-Klasse / 840er                    | Cardiff-Klasse / 840er |
| Bauname                      | Bauwerft/ Baunummer                       | IMO-Nummer             | Ablieferung            | Auftraggeber                              | Spätere Namen und Verbleib |
| ---------------------------- | ----------------------------------------- | ---------------------- | ---------------------- | ----------------------------------------- | --- |
| Vancouver City               | Upper Clyde Shipbuilders, Govan / 840     | 7000164                | April 1970             | Reardon Smith                             | 1979 Stasia, 1985 Male, 1995 Male II, ab Juli 1997 in Indien bei Sanjay Trade Corporation verschrottet |
| Prince Rupert City           | Upper Clyde Shipbuilders, Govan / 841     | 7014309                | 23. März 1970          | Reardon Smith                             | 1982 Yaqui, 1988 Singa Sky, 1988 Bao Lu, 2004 Zhong Nong Xin, 2005 Herun, 2007 He Yuan, 2009 Hua Kai, 2009 Run Tong 6, 2014 im Register gelöscht |
| Victoria City                | Upper Clyde Shipbuilders, Clydebank / 843 | 7019256                | 1970                   | Reardon Smith                             | 1983 Lacandon, 1988 Singa Swan, 1993 Monolima, ab 19. Februar 1996 bei Agarwal Shipbreaking Industries in Kakinada abgebrochen |
| Fresno City                  | Upper Clyde Shipbuilders, Govan / 844     | 7024536                | Dezember 1970          | Reardon Smith                             | Olmeca, Singa Sailor, ab 28. Juni 1994 in China verschrottet |
| Norse Pilot                  | Upper Clyde Shipbuilders, Govan / 113     | 7102364                | 17. September 1971     | Cardigan Shipping Harrisons (Clyde)       | 1984 Homeric Dawn, 1989 Global Seahorse, 1994 Seahorse G., 1996 Star Of Dubai, am 22. Dezember 1996 bei Zee International in Gadani zum Abbruch eingetroffen |
| Norse Marshal                | Upper Clyde Shipbuilders, Govan / 114     | 7108485                | 19. November 1971      | Cardigan Shipping Harrisons (Clyde)       | 1985 Astro Carrier, 1987 Carrie, 1989 Glory Sky, 1993 Fotini, 1994 Paris, am 4. Januar 1995 am Anker auf den Wellenbrecher des Hafens Constanța getrieben und mit allen 27 Mann Besatzung gesunken                                                                                 |
| New Westminster City         | Upper Clyde Shipbuilders, Govan / 115     | 7114719                | 1972                   | Reardon Smith                             | 1983 Kassia, 1986 Fox, 1988 Singa Willranger, 1988 Norman Ranger, 1991 Singa Ranger, 1993 Myohyang 2, 1998 Manpok, ab Dezember 1998 in Alang verschrottet |
| Tacoma City                  | Upper Clyde Shipbuilders, Govan / 116     | 7123538                | März 1972              | Reardon Smith                             | 1985 Bougainville, 1986 Rosebud, 1989 Rosaleen M., 1991 Petalouda, 1993 Macforce, 1994 Force, 1996 Gokar, 1998 Gok, ab 9. Juni 1998 in Gadani abgebrochen |
| Port Alberni City            | Upper Clyde Shipbuilders, Govan / 130     | 7207669                | 1972                   | Reardon Smith                             | 1984 Northern Valley, 1985 Vitaluck, 1994 Abdul Rahman S., 1995 Ha Ni, 1996 An Da, 2000 in China verschrottet |
| Irish Pine                   | Upper Clyde Shipbuilders, Govan / 126     | 7221225                | 1973                   | Irish Shipping                            | 1983 Siganto A. S., 1988 Singa Monica, 1990 Norman Hanne, 1991 Hanne, 1992 Christinaki, am 3./4. Februar 1994 auf einer Reise von Liverpool nach Vera Cruz mit Schrott etwa 240 Seemeilen südwestlich der Küste Cornwalls im Schlechtwetter mit der kompletten Besatzung gesunken. |
| Irish Maple                  | Govan Shipbuilders, Govan / 127           | 7230513                | 1973                   | Irish Shipping                            | 1984 Lepetane, 1987 Evina, 1987 Zachary, 1993 Arabella, ab 5. August 1998 in Alang abgewrackt |
| Irish Oak                    | Govan Shipbuilders, Govan / 131           | 7304508                | 1973                   | Irish Shipping                            | 1985 Alev, 1990 Alev K, Tahir Kiran, ab 28. Juli 1997 in Gadani verschrottet |
| Irish Larch                  | Govan Shipbuilders, Govan / 132           | 7312294                | 1973                   | Irish Shipping                            | 1982 Constantia, am 18. Juli 1984 auf einer Reise von Akaba nach Madras mit Phosphat, etwa 110 Seemeilen vor Aden in Brand geraten und später gelöscht. Am 3. Januar 1985 im Schlepp zum Abbruch in Kaohsiung eingetroffen                                                         |
| Golden Anne                  | Govan Shipbuilders, Govan / 201           | 7320215                | 1973                   | World Pride Shipping                      | 1982 Zeynep K, ca. 1996 zum Zementfrachter umgebaut, am 5. November 1998 zum Abbruch in Alang eingetroffen |
| Golden Oriole                | Govan Shipbuilders, Govan / 202           | 7328786                | 1973                   | World Maritime                            | 1981 Star Oriole, 1982 Nazli K., 1996 zum Zementfrachter umgebaut, 2002 Glory Moon, ab 19. Februar 2011 verschrottet |
| Harfleet                     | Scotstoun Marine, Scotstoun / 128         | 7306324                | 27. Juni 1973          | Gowland Steamship Company/ J & C Harrison | 1979 Chi Grace, 1979 Atlas, 1981 Antacus, am 16. Juli 1984 auf einer Reise von Antwerpen nach New Orleans in Position 40,50°N; 025,05°W gesunken |
| Harfleur                     | Scotstoun Marine, Scotstoun / 129C        | 7330193                | 24. Dezember 1973      | J & C Harrison/ J & C Harrison            | 1979 Chi Trust, 1980 Andromeda, 1981 Arion, 1986 Arhon, ab 18. November 1999 in Alang verschrottet |
| Norse Trader                 | Govan Shipbuilders, Govan / 203           | 7340928                | 14. März 1974          | Cardigan Shipping Harrisons (Clyde)       | 1977 An Da Hai, 2009 verschrottet |
| Norse Herald                 | Scotstoun Marine, Scotstoun / 204         | 7341233                | 12. September 1974     | Cardigan Shipping Harrison's (Clyde)      | 1974 Norse Carrier, 1981 Kefalonia Hope, 1982 Singa Wilmara, 1988 Norman Mariner, 1990 Mariner, 1992 Mari, 1993 Maria, 1995 Roksolana, 1996 Deborah, 1998 verschrottet |
| Camara                       | Govan Shipbuilders, Govan / 213           | 7342433                | September 1975         | Det Østasiatiske Kompagni                 | 1981 Elpidoforos, 1988 Toxon II, 1990 Yun Feng Ling, 1997 Wintec, ab Juli 2002 in China verschrottet |
| Cinchona                     | Govan Shipbuilders, Govan / 214           | 7342445                | 1975                   | Det Østasiatiske Kompagni                 | 1981 Anastasios, 1988 Nini, 1991 Ontario, 1995 Tari, 1995 Tari I, 1996 Caleta, 1998 Fotini, 1998 Tini, 1998 in Shanghai verschrottet |
| Cape Ortegal                 | Govan Shipbuilders, Govan / 215           | 7342457                | 1976                   | Lyle Motorship Company, Glasgow           | 1982 Kilmun, 1986 Esperanza V, Delena I, 1992 Vizcaya, 1993 Andaxios, 1998 Flag Maru, ab 2. August 2001 in Bombay verschrottet |
| Cape Rodney                  | Govan Shipbuilders, Govan / 216           | 7342469                | 1976                   | Lyle Shipping Company, Glasgow            | Rodney, 1986 zum Zuckerfrachter CHL Innovator umgebaut, 2019 in Aliağa verschrottet |
| Baron Napier                 | Govan Shipbuilders, Govan / 217           | 7342471                | Juni 1976              | H. Hogarth & Sons, Glasgow                | 1983 Anthippe L, 1990 Hira IV, 1992 Kale I, 1998 Silver Fish, 2003 Suisen, ab 16. April 2003 in Chittagong verschrottet |
| Baron Pentland               | Govan Shipbuilders, Govan / 218           | 7342483                | Juni 1976              | H. Hogarth & Sons, Glasgow                | 1983 Evangelos L, 1990 Hua Zhen, seit 14. Juni 2012 nicht mehr im Register verzeichnet |
| Dona Hortencia II            | Govan Shipbuilders, Govan / 222           | 7404700                | 1976                   | Molave Bulk Carriers Company, Manila      | 1985 Golden Empire, 1998 Well Speeder, am 7. September 1999 vor Mauritius im Schlechtwetter gesunken |
| Don Salvador III             | Govan Shipbuilders, Govan / 223           | 7404712                | 1976                   | Molave Bulk Carriers Company, Manila      | Singa Sun, 1995 Star Glory, ab 19. Dezember 2001 verschrottet |
| Dona Magdalena               | Govan Shipbuilders, Govan / 224           | 7404724                | 1976                   | Molave Bulk Carriers Company, Manila      | 1986 Singa Sea, am 4. Juli 1988 während eines Schlechtwetters im Indischen Ozean in zwei Teile gebrochen und gesunken. 19 Besatzungsmitglieder kamen ums Leben, sechs weitere wurden nach knapp einem Monat im Rettungsboot gefunden und geborgen                                  |
| Dona Paz                     | Govan Shipbuilders, Govan / 225           | 7404736                | 1977                   | Molave Bulk Carriers Company, Manila      | Singa Saga, 1998 verschrottet |
| Lord Jellicoe                | Govan Shipbuilders, Govan / 252           | 7928067                | 10. April 1981         | Liberty Maritime Agency                   | als Lord Curzon für Bishopgate Marine in Fahrt gesetzt, 1983 Binsnes, 1989 Wani Falcon, 1991 Banak, 1993 Bamia, 1997 Pantelis P, 2007 Huyutec, 2009 Swift Splash, 2010 Haina Fountain, ab März 2012 in Alang verschrottet                                                          |
| Lord Byron                   | Govan Shipbuilders, Govan / 251           | 7928055                | 1981                   | Liberty Maritime Agency                   | für Bishopgate Marine (H. Scullard & Sons) in Fahrt gesetzt, 1983 Bolnes, 1989 Wani Bird, 1991 Balsa, 1997 Ioannis A P, 1998 John P, 2006 Harutec, 2008 Jin Hai Yuan, am 30. Oktober 2013 aufgelegt, 2014 Jina, ab 12. Juni 2014 verschrottet                                      |
| Daten: Equasis, grosstonnage |                                           |                        |                        |                                           | |